# Невеста Анд
«Невеста Анд» (яп. アンデスの花嫁, андэсу-но ханаёмэ; англ. Bride of the Andes) — фильм-драма режиссёра Сусуму Хани, одного из ведущих мастеров новой волны японского кино 1960-х. Фильм снят в 1966 году в горных районах Перу.

## Сюжет
Действие фильма происходит в Южной Америке, в Перу.
... Вдали от города, высоко в горах, в индейской деревушке живёт Таро, сын обанкротившегося японского эмигранта. Цель его жизни — помочь потомкам инков, индейцам племени Кечуа, которые находятся в крайне тяжёлом положении. Таро мечтает найти в горах спрятанные инками сокровища, чтобы на деньги, полученные от их реализации, провести воду на выжженные солнцем земли индейцев.
Из Японии в эту деревушку приезжает вдова Тамико, познакомившаяся с ним по переписке. Став его женой, молодая женщина обнаруживает, что между взглядами Таро и её собственными — огромная пропасть.  Постепенно она усваивает привычки индейцев, их уклад жизни, начинает любить и понимать их. Тамико учит взрослых считать, чтобы их не обманывали горожане, когда индейцы на базаре продают овощи. Маленьким ребятам она вместе со школьным учителем старается привить элементарные гигиенические навыки. Узнав, что в джунглях у японских переселенцев есть засухоустойчивые семена кукурузы, Тамико отправляется в далёкое путешествие и привозит индейцам драгоценные зёрна. Возвратившись, она узнала, что Таро вместе со своим другом-туземцем ушёл в горы за сокровищами и не возвратился.
После трагической гибели Таро поиски продолжаются. Вскоре были найдены золотые обрядовые маски инков. Молодая женщина решила навсегда связать свою судьбу с судьбой индейского племени Кечуа.

## В ролях
- Сатико Хидари — Тамико
- Кодзи Такахаси — Таро Уэда
- Такэси Хика — Такэси
- Котаро Канасиро — Сасаки
- Ансельмо Фукуда — Таро
- Дон Матео — Кискис

«...Сталкивая молодую женщину с чужой для неё жизнью и непонятными для неё людьми, наблюдая, как она понемногу свыкается с новым образом жизни, как более дружелюбными становятся для неё контакты с местными жителями, Хани утверждает, что существует ещё один способ отбросить старые, отжившие феодальные представления: не замыкаться в себе, а сближаться с другой культурой.
С огромным уважением показывает Хани такой вариант преодоления национальной ограниченности. В фильме не заметно превосходства, довольно часто испытываемого японцами при встречах с «отсталыми» народами. Героиня фильма всё более внимательно вникает в жизнь аборигенов, стремясь не только понять, но и полюбить их.»

## Премьеры
- — 23 сентября 1966 года состоялась национальная премьера фильма в Токио[2].
- — европейская премьера фильма состоялась в октябре 1966 года в рамках Недели цветных фильмов в Барселоне[3].
- — Премьерный показ фильма в США в рамках Международного кинофестиваля в Чикаго — 8 ноября 1966 года[3].
- — фильм демонстрировался в советском кинопрокате с августа 1970 года[4][комм. 1].

## Комментарии
1. ↑  Р/У Госкино СССР № 2101/69 (до 15 апреля 1976 года) — опубликовано: «Каталог фильмов действующего фонда. Выпуск II: Зарубежные художественные фильмы», Инф.-рекл. бюро упр. кинофикации и кинопроката комитета по кинематографии при Совете министров СССР, М.-1972, стр. 89.